# Vinapú

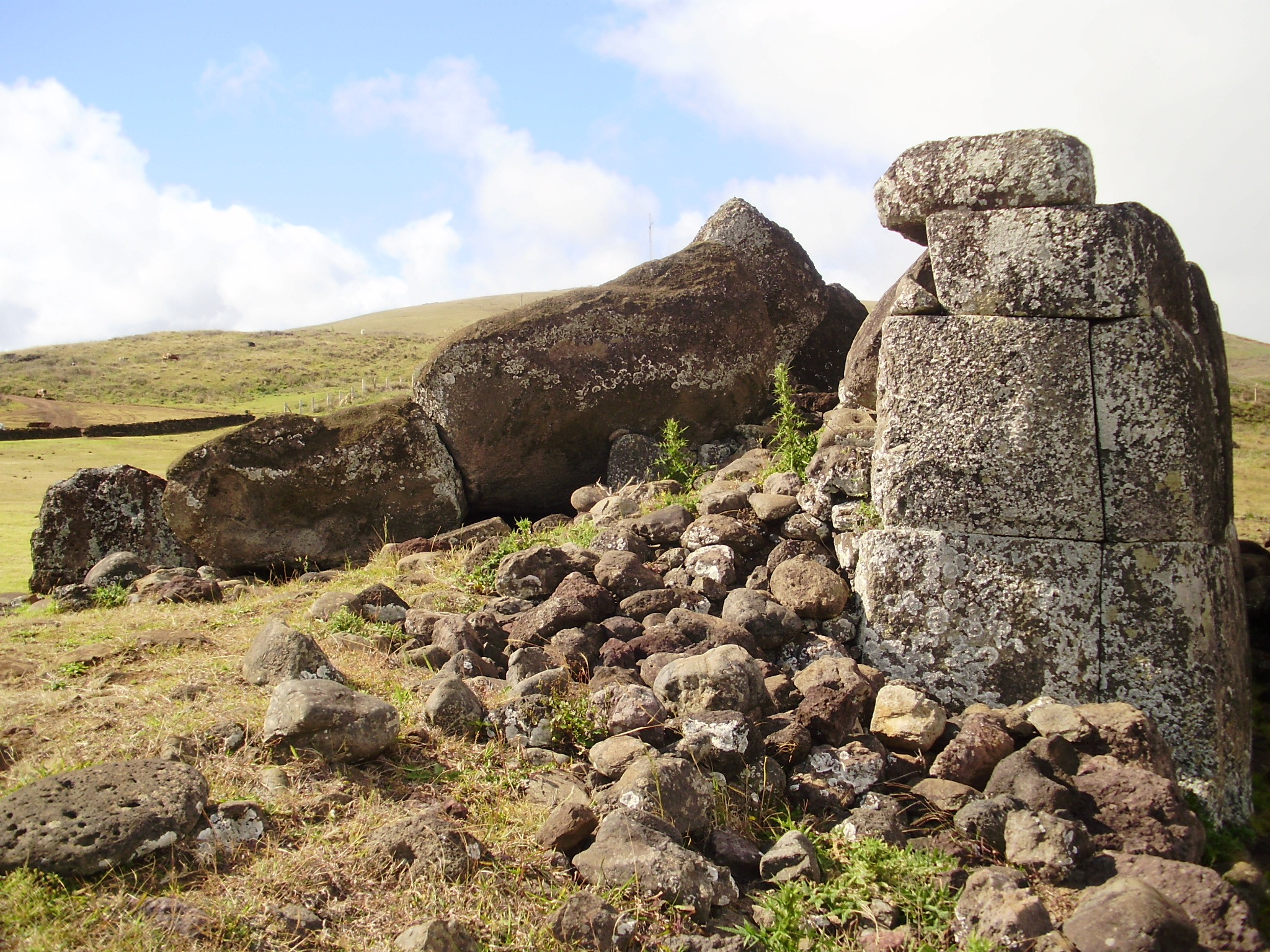
Ahu Vinapú

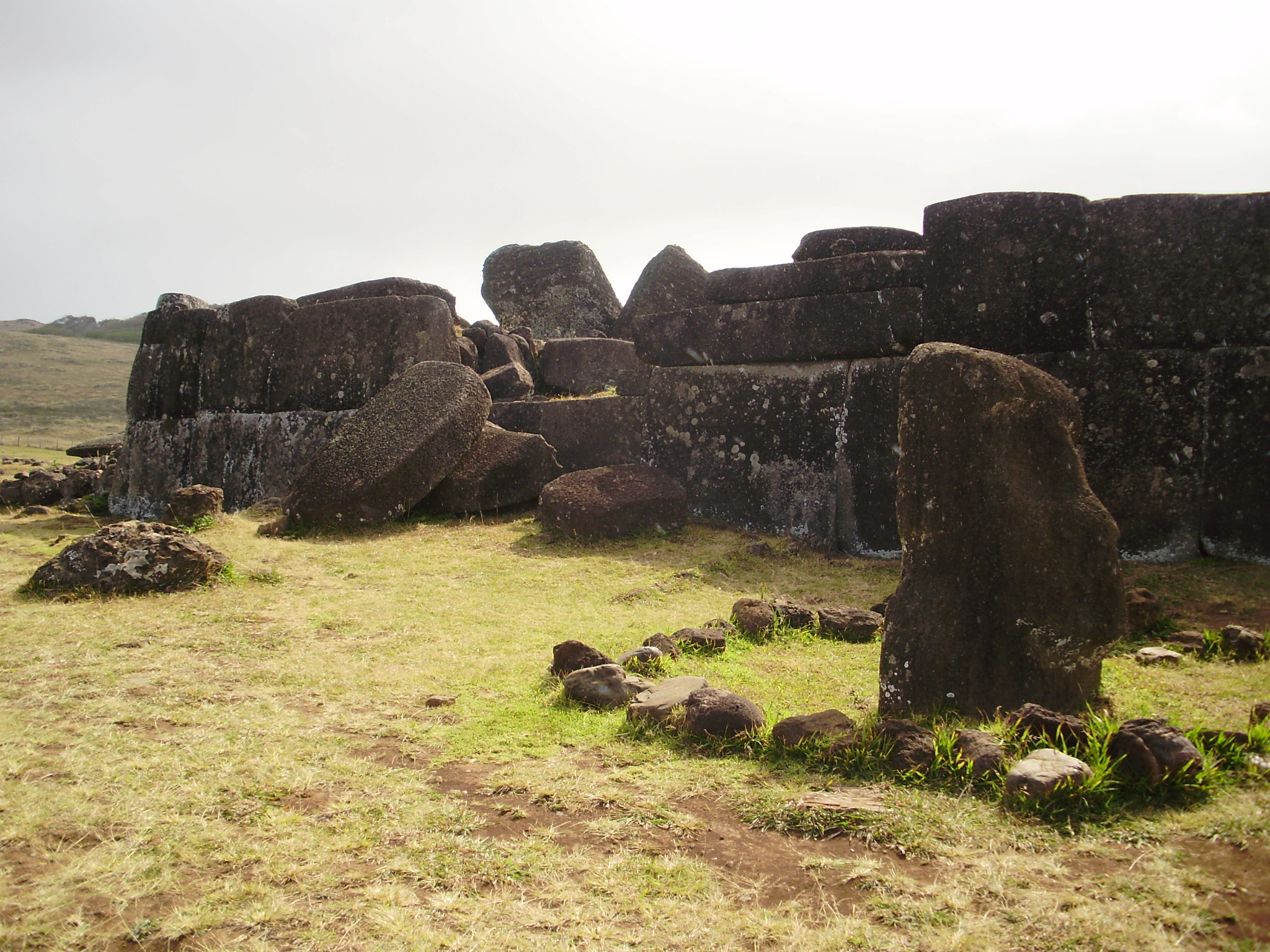
Ahu Vinapú

Vinapú és un jaciment arqueològic a Rapa Nui (Illa de Pasqua), Xile.

## Etimologia
No té traducció en idioma rapanui.
El centre cerimonial de Vinapú inclou un dels més grans ahu de Rapa Nui. Aquest centre cerimonial té una extraordinària plataforma, i la diferència dels altres ahu construïts a l'illa és una estructura arquitectònica composta de grans lloses de basalt fetes calçar acuradament, de manera semblant a la d'algunes construccions inques del Cusco. Hi ha uns 300 ahu a l'illa, de dimensions variables, com la tècnica de construcció i el nombre i grandària dels moais. En el cas d'aquest conjunt, és al sector oest de la costa sud i es compon de 3 ahu: Vinapú I, Vinapú II i Vinapú III.
Per la semblança amb l'arquitectura inca, segons la hipòtesi de l'historiador peruà José Antonio del Bust i d'altres com Jean Hervé Daude, basant-se en les cròniques espanyoles del s. XVI, com la de Pedro Sarment, l'ahu Vinapú hauria estat construït per l'inca Túpac Yupanqui durant la seua expedició al Pacífic el 1465. Als Andes, una de les chulpas de Sillustani fou construïda sota el regnat de l'inca Túpac Yupanqui de la mateixa manera que l'ahu Vinapú.
L'arqueòleg nord-americà William Mulloy investigà el lloc al 1958.
Vinapú és part del Parc Nacional Rapa Nui, que la #Unesco ha declarat Patrimoni de la Humanitat.

## Nexes amb altres cultures
Les cultures i les civilitzacions de Polinèsia i les illes del Pacífic eren conegudes a Àsia, Àfrica continental i Europa després de la colonització d'Amèrica. Abans, en el cas americà, és probable que els inques navegaren i comerciaren intercontinentalment amb els polinesis de les Marqueses o altres illes d'Oceania, la qual cosa explicaria que el moniato (Ipomoea batatas), planta americana, arribara primerencament a Nova Zelanda. També és possible que hi haja hagut contactes marítims precolombinos entre Rapa Nui i la costa sud de l'actual Xile.

### Teoria d'una visita inca a la Polinèsia

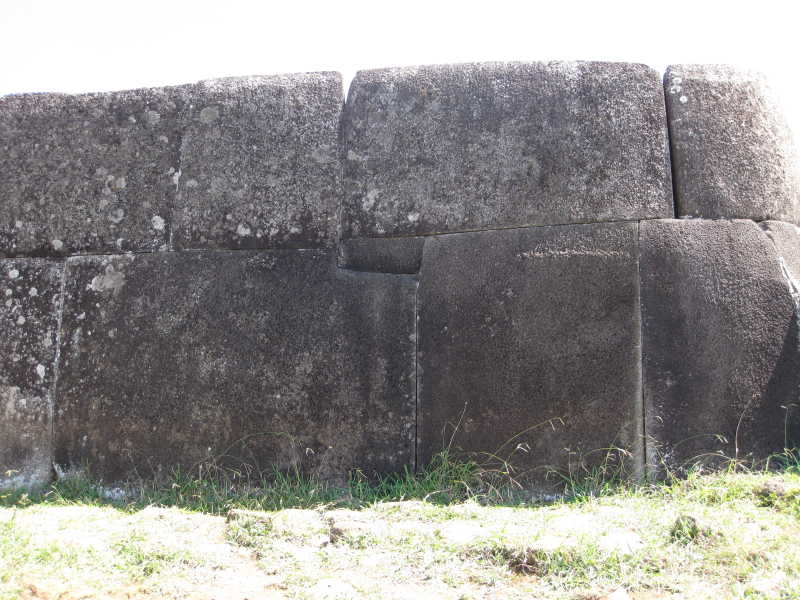
La base de l'ahu Vinapú, mostrant el seu tall semblant al de l'arquitectura inca

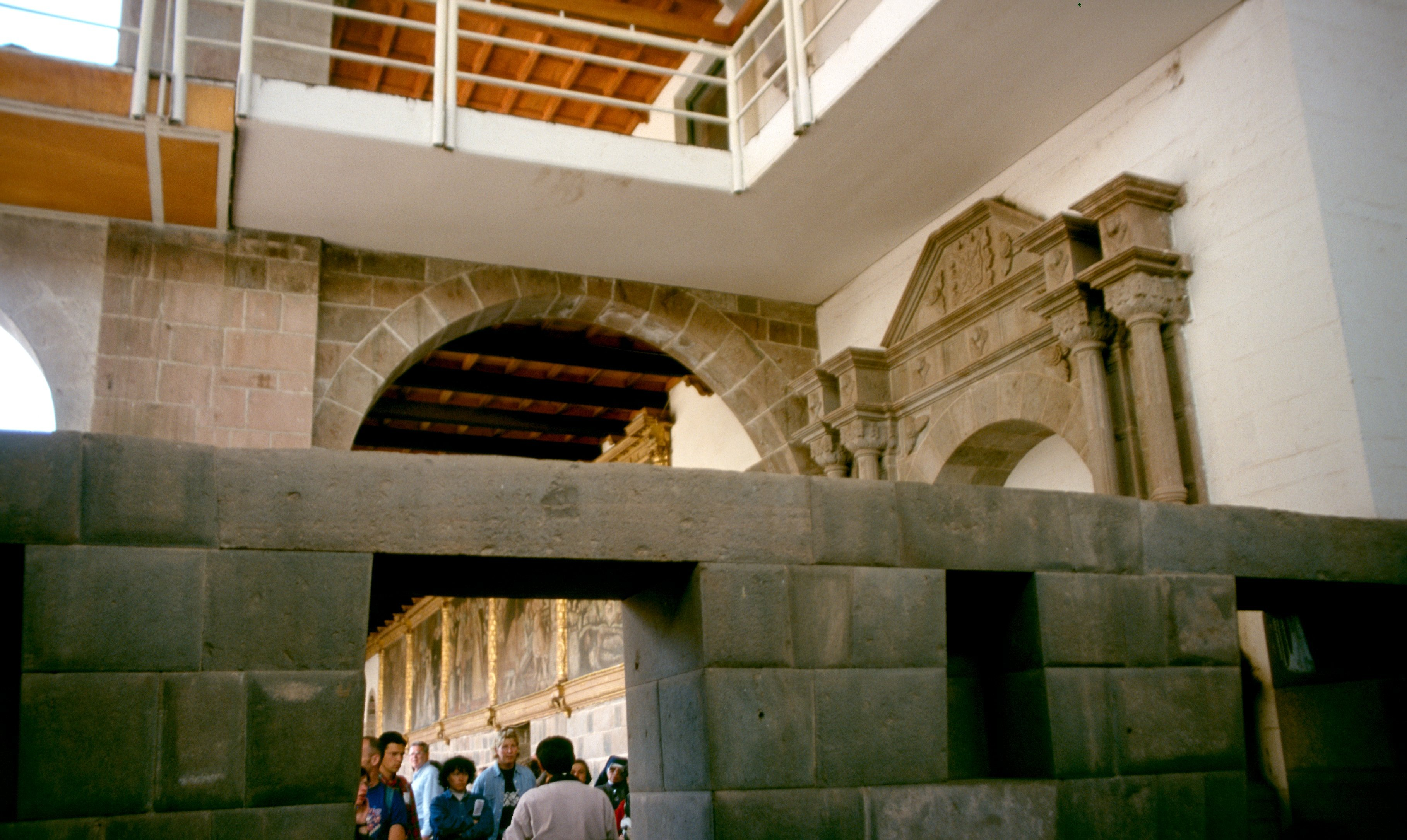
Arquitectures superposades de Coricancha, el convent de Santo Domingo i l'època actual. El mur més proper és de factura inca i es pot comparar amb els murs d'Ahu Vinapú

A partir de les cròniques dels espanyols Pedro Sarmiento de Gamboa, Martín de Murúa i Miguel Cabello Valboa, durant la invasió replegaren un relat en què Túpac Yupanqui, estant a la costa nord (a les illes Puná) hauria tingut coneixement d'unes illes llunyanes, i decidí anar-hi. Amb una gran flota de basses, hauria salpat amb 20.000 soldats, i arribà a unes illes anomenades Ninachumbi i Auachumbi; alguns historiadors pensen que aquestes illes serien veritables i estarien situades a la Polinèsia.
Aquesta crònica donà motiu, a l'historiador José Antonio del Busto, per a la formulació d'una teoria sobre que aquestes dues illes serien Mangareva (23°8′3.13″S 134°58′25.25″O) i Rapa Nui, basant-se en trenta proves que considera haver descobert, entre aquestes el fet que a Mangareva hi ha una llegenda sobre un rei Tupa, que vingué de l'est en basses amb veles, portant orfebreria, ceràmica i tèxtils i del qual fins hui existeix una dansa. Un relat semblant hi ha a les Illes Marqueses. Igualment destaca la presència de la boga als cràters de l'illa, la qual cosa recolzaria aquesta hipòtesi.
Segons la tesi de Jean Hervé, la construcció de l'ahu Vinapu és d'arquitectura idèntica a la d'un chulpa de Sillustani, prop del llac Titicaca als Andes, fins en les petites pedres del centre és igual. Segons la tesi de Jean Hervé Daude, l'acompanyament d'Orejón Túpac Inca Yupanqui és la causa dels monuments i els ritus religiosos de l'home ocell i en makemake. A més, l'ahu Vinapú, a Rapa Nui, està construït de manera semblant a les construccions inques del Cusco, i el rei tupa a Rapa Nui hauria pres el nom de Mahuna-et Ra'á, traduït com a 'fill del sol' per una llegenda rapa nui. Hi retornà als dos anys portant gent negra, cadires de llautó, pells i barres de cavalls que es conservaren a la fortalesa de Sacsayhuamán.
Aquesta hipòtesi és recolzada per la travessia que feu l'explorador noruec Thor Heyerdahl, denominada Kon-tiki en honor del déu dels inques, Wiracocha, el creador de l'univers, perquè Kon-tiki és una advocació seua.
| «                           | "estant Topa Inga Yupanqui conquistant la costa de Manta i l'illa de la Puná i Túmbez, hi arribaren uns mercaders que havien vingut per la mar de ponent amb basses, navegant a vela. S'informà de la terra d'on venien, que eren unes illes, anomenades una Auachumbi i l'altra Niñachumbi, on hi havia molta gent i or. I com Topa Inga era d'ànim i pensaments alts i no es contentava amb el qual en terra havia conquistat, decidí intentar la feliç ventura que l'ajudava per la mar... i... decidí anar-hi. i feu una enorme quantitat de basses, en què embarcà més de vint mil soldats elegits". I conclou la crònica: "Navegà Topa Inga i descobrí les illes Auachumbi i Niñachumbi, i en tornà, d'on portà gent negra i molt d'or i una cadira de llauna i una pell i queixos de cavall...". El fet és tan inusitat que Sarmiento es veu obligat a explicar: "Hi insistisc, perquè als que saben alguna cosa d'Índies els semblarà un cas estrany i difícil de creure". | » |
| — Pedro Sarmiento de Gamboa | |   |